# フッ化ニトロイル
フッ化ニトロイル（フッかニトロイル、nitryl fluoride、NO2F）は、ロケットのプロペラントやフッ素化試薬として使われる強力な酸化剤である。融点の低さと N-F結合の結合長の短さ (135 pm) より、イオン化合物ではなく共有結合性化合物であることが分かる。
フッ化ニトロイルは四酸化二窒素とフッ化コバルト(III)とを高温で反応させると生成し、
{\displaystyle {\ce {N2O4\ + 2CoF3(s) -> 2FNO2\ + 2CoF_2(s)}}}
常温では無色のガスで、容易に水分と反応して硝酸とフッ化水素とに分解する。